# راؤول كوفاروباياس زافالا
راؤول كوفاروباياس زافالا هو سياسي مكسيكي، ولد في 15 أكتوبر 1965 في ولاية مكسيكو في المكسيك. نشط حزبياً في حزب العمل الوطني. وقد انتخب عضو مجلس النواب المكسيك ‏.